# Diaphaenidea monstrosa
Diaphaenidea monstrosa là một loài bọ cánh cứng trong họ Chrysomelidae. Loài này được Jacoby miêu tả khoa học năm 1896.